# Rifargia picta
Rifargia picta är en fjärilsart som beskrevs av William Schaus 1904. Rifargia picta ingår i släktet Rifargia och familjen tandspinnare. Inga underarter finns listade.